# 西米德蘭軌道交通
西米德兰轨道交通（英語：West Midland Metro）是英國英格蘭西米德蘭的一個輕鐵/路面電車交通系統，連接伯明翰、和夫咸頓（途經比爾斯通、西布羅米奇及溫斯伯里）。西米德兰轨道交通由西米德蘭交通局所有，由全國米德蘭地鐵特快運營。西米德兰轨道交通於1999年5月30日通車。
1號線和夫咸頓火車站延伸段已於2023年9月17日通車。東區延伸段及溫斯伯里（Wednesbury）至達德利延伸段（將來屬2號線）亦正在建設中。由於受到2019冠狀病毒病疫情影響，目前西米德兰轨道交通的延伸工程均受到延誤。

## 中文译名

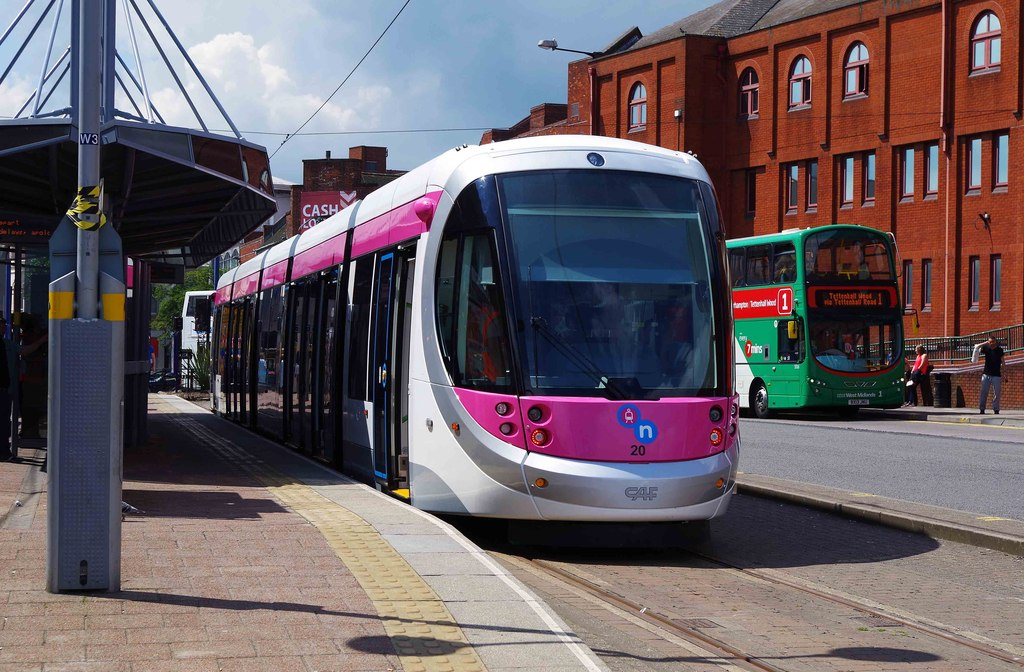
2014 年 6 月在和夫咸頓聖喬治總站展出的 Urbos 3 電車，外觀為舊款塗裝

这一城市轨道交通系统是有轨电车系统，英文原名是“West Midland Metro”，其中的“Metro”目前中文多翻译为“地铁”，因而这一城市轨道交通系统拥有“西米德兰地铁”这一中文误译。但英语“Metro”一词为“Metropolitan Railway”的缩写，最初中文被翻译为“都会铁路”，相当于中国的清末民初。也就是说英语的“Metro”一词最初的含义较为接近现在汉语的“城市轨道交通”、“轨道交通”。还有，这一城市轨道交通系统符合中文“轨道交通”、“城市轨道交通”、“有轨电车”、“轻轨”的定义，却不符合中文“地铁”的定义。综上所述，“West Midland Metro”中文译名正确为“西米德兰轨道交通”。

## 歷史
1904-1953年，伯明翰曾經有過路面電車運行。

### 1984年計劃
早在 1950 年代和 1960 年代就有人提出在伯明翰和黑鄉建設輕軌或地鐵系統的提議，諷刺的是當時當地的一些鐵路線和服務開始被削減。 1981年，西米德蘭茲郡議會和西米德蘭茲客運執行委員會成立了一個聯合規劃委員會，將輕軌視為解決城市擁堵問題的一種手段，並著手研究在西米德蘭茲建設輕軌的可行性。 1984 年夏天，他們製作了一份題為《西米德蘭茲郡快速交通》的報告，其中提出了一個雄心勃勃的提議，即建設一個耗資 5 億英鎊、由 10 條輕軌線路組成的網絡，這些線路主要是在街道上運行，但在伯明翰市中心有一些部分位於地下。其中一條擬議的路線將透過使用現有鐵路路廊，將輕軌延伸至西布羅米奇。 
該計劃有幾個缺點。一是其中 3 條擬議路線是從伯明翰到薩頓科爾菲爾德、雪莉和多里奇，它們會取代既有鐵路，並將阿斯頓和布萊克街之間的跨城市線鐵路改造成輕軌軌道，結束伯明翰直達利奇菲爾德的鐵路服務。北沃里克郡線北端終站也將被改至雪莉站，使伯明翰和埃文河畔斯特拉特福之間的既有國鐵服務亦需結束。輕軌軌道也將沿著現有線路運行到索利赫爾和多里奇，終止兩地的國鐵服務。
此外，該網絡的第一條擬議路線會途經市中心，將涉及拆除 238 處房產。這引起了當地居民的強烈反對。該計劃最終在 1985 年年底因公眾反對而被放棄。

### 1988年計劃

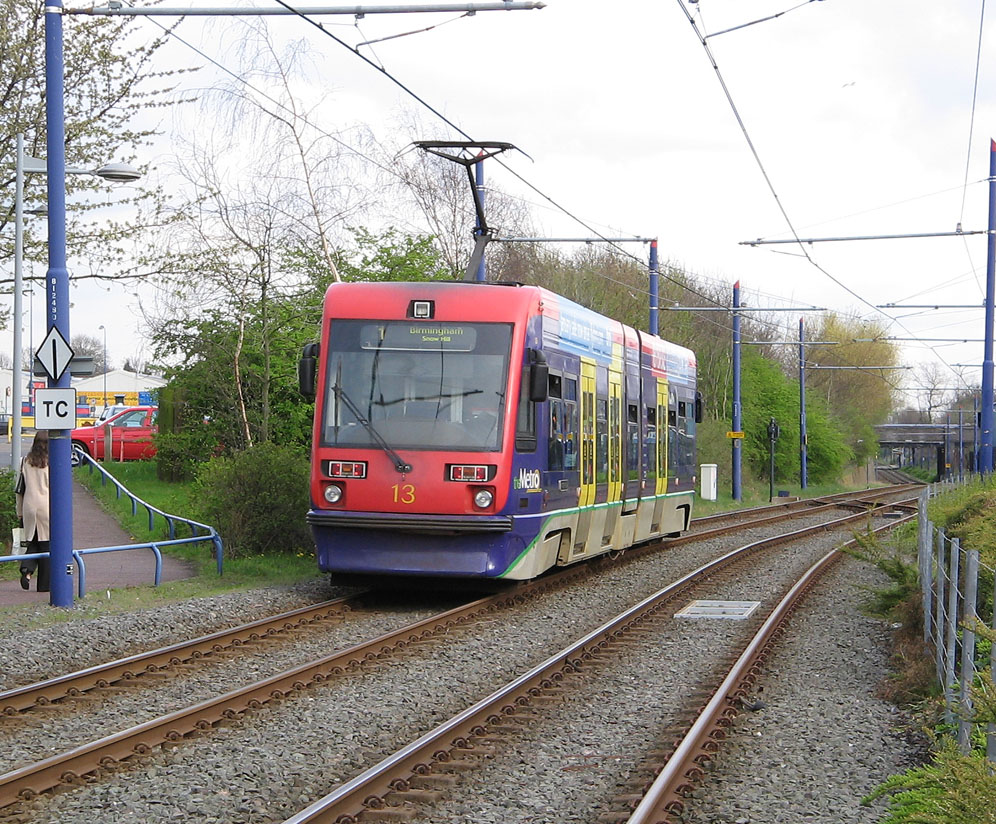
位於前伯明翰雪山到和夫咸頓低層線的一輛T-69電車

1986 年西米德蘭茲郡議會被廢除、新的客運管理局成立後，名為“米德蘭地鐵”的新輕軌計劃以15條不同的線路重新啟動。
1988 年 2 月，客運管理局宣布第一條路線，即 1 號線，將在伯明翰和和夫咸頓之間，使用前伯明翰雪山到和夫咸頓低層線的大部分封存軌道，該路線未包括在 1984 年推薦的網絡中，部分原因是與當年一樣，溫斯伯里和比爾斯通之間的路段仍在使用，直到 1992 年才關閉。溫斯伯里到伯明翰的路段早在 1972 年就關閉了，比爾斯通和和夫咸頓之間的路段則於 1983 年關閉。
1988 年 11 月，一項賦予西米德蘭茲客運行政部門建設這條線路的權力的法案被呈上英國國會，並於一年後成為國會法令。當時1號線預計在 1990 年代中期完工通車。
最初行政部門規劃了一個三線網絡，還獲得了建造另外兩條路線的權力，包括1號線延伸至伯明翰市中心及五路 （Five Ways）段，以及通往Chelmsley Wood及伯明翰機場的2號線。

### 建設1號線
1995 年 11 月，1 號線開始施工。
1995 年的估計建設成本為 1.45 億英鎊，其中中央政府的貸款和撥款佔 8000 萬英鎊，歐洲區域發展基金出資 3100 萬英鎊，西米德蘭茲客運管理局出資 1710 萬英鎊。  1 號線首通段於 1999 年 5 月 30 日完工啟用。

#### 伯明翰市中心延伸段
直到 2015 年，1號線的南端止於伯明翰市中心外圍的雪山站。從一開始，1號線就未能達到預期的客運量，也未能盈利，這歸因於該線路無法將乘客一直運到市中心。 伯明翰市中心延伸工程旨在通過將 1 號線延伸至伯明翰市中心的街道來解決這一問題。最初計劃的延線總站位於伯明翰新街站旁的史蒂芬森街， 但計劃被修改為繼續延伸至伯明翰圖書館，並最終延伸至五路。  政府於 2012 年 2 月批准了該計劃，還批准了一個新的有軌電車車隊和一個位於溫斯伯里的新車廠，預算為 1.28 億英鎊，其中 7500 萬英鎊由英國運輸部提供資金。
延長線於 2012 年 6 月展開工程，並於 2015-16 年、2019 年和 2022 年分階段開通。
1號線的延伸分三個階段進行：
- 從聖嘉德到大中央（Grand Central，當地商場名稱）的延線工程於 2016 年完成。該延線工程使用了一條通往雪山站以東的新路線，該路線從原來的線路沿著一條新的高架橋分叉並下降到街道層。[26] 雪山站內的前電車總站已關閉，讓雪山站的第四個月台得以重新供火車使用。公牛街站現在提供國家鐵路服務和電車之間的換乘，距雪山站約 320 米。[27][28] 2015 年 11 月 19 日，女王訪問伯明翰並為其中一輛新電車命名。[29] 該延線於 2016 年 5 月 30 日開通。[30]

- 從大中央到百年廣場的延線工程於 2017 年 9 月 5 日開始。 [31] 並於 2019 年 12 月開通客運服務。電車現在從史蒂芬森街沿平福爾德街，穿過維多利亞廣場，在市政廳新停靠，沿天堂街和布羅德街，終點站是百年廣場的伯明翰圖書館。[32][33][34]

- 伯明翰西區延伸線從伯明翰圖書館沿布羅德街到埃德巴斯頓的哈格利路（就在五路以西）。 2014 年額外的本地企業合作資金，使1號線得以從五路延伸到艾吉巴斯頓。[35][36][37]延長線於 2022 年 7 月17日開通，在布林德利地（Brindleyplace）、五路（Five Ways）和艾吉巴斯頓 （Edgbaston）設有新的電車站。[38][39][40]

## 目前路線及列車服務

### 路線
目前 1 號線是西米德兰轨道交通的單獨運營路段。它主要沿著伯明翰和和夫咸頓之間的前大西部鐵路線（該線在 1972 年至 1992 年期間分階段關閉）的軌道床運行。最初， 1號線的終點站是伯明翰雪山站，輕軌使用了站內其中一個前鐵路月台。在 2015-16 年，該線路延伸至伯明翰市中心及伯明翰新街站。從 2019 年 12 月起，1 號線延伸至伯明翰圖書館旁的百年廣場， 並於 2022 年 7 月進一步延伸至艾吉巴斯頓站。
1號線經過大中央站（乘客可由該站前往伯明翰新街站，以轉乘國家鐵路）、在街道上穿過市中心後，就到達伯明翰雪山站。從那裡開始，1號線向西北方向延伸，在最初的幾英里內，它與伯明翰至伍斯特鐵路線並駕齊驅，然後兩條線路分道揚鑣。這條路段的兩個車站（珠寶區和山楂站）也是電車/國鐵換乘站。
1號線經過普里斯特菲爾德（Priestfield）後就離開前鐵路軌道床，沿著比爾斯頓路行駛到皇家站。此後，部分列車會駛進位於和夫咸頓市中心比爾斯頓街的聖喬治總站，部分列車則會進入另一支線，以和夫咸頓火車站為總站。

### 車站
1 號線目前一共有 33 個電車站。
| 車站                                                      | 相片 | 坐標                                          | 備註                                                                      | 啟用年份       | 平均每日使用人次（2015/16年度） |
| --------------------------------------------------------- | ---- | --------------------------------------------- | ------------------------------------------------------------------------- | -------------- | ------------------------------- |
| 艾吉巴斯頓村 Edgbaston Village                            |      |                                               | 總站，鄰近伯明翰城市大學城南校園、艾吉巴斯頓水庫                          | 2022年7月17日  |                                 |
| 五路 Five Ways                                            |      |                                               | 乘客可步行約8分鐘往 五路站轉乘市郊鐵路跨城線                              | 2022年7月17日  |                                 |
| 布林德利地 Brindleyplace                                  |      |                                               |                                                                           | 2022年7月17日  |                                 |
| 圖書館 Library                                            |      | 52°28′43″N 1°54′30″W / 52.4786°N 1.9083°W     | 鄰近伯明翰圖書館                                                          | 2019年12月11日 |                                 |
| 市政廳 Town Hall                                          |      | 52°28′45″N 1°54′12″W / 52.4792°N 1.9033°W     | 鄰近伯明罕市政廳、伯明翰博物館和美術館和維多利亞廣場                      | 2019年12月11日 |                                 |
| 大中央                                                    |      | 52°28′47″N 1°53′50″W / 52.4798°N 1.8972°W     | 位於 伯明翰新街站正門外，乘客可轉乘國家鐵路                               | 2016年5月30日  |                                 |
| 企業街 Corporation Street                                 |      | 52°28′47″N 1°53′50″W / 52.4798°N 1.8972°W     | 乘客可步行約7分鐘往 伯明翰沼澤街站轉乘國家鐵路                            | 2016年5月30日  |                                 |
| 公牛街 Bull Street                                        |      | 52°28′55″N 1°53′47″W / 52.481995°N 1.896472°W | 鄰近伯明翰座堂、 伯明翰雪山站、伯明翰兒童醫院、阿斯頓大學及伯明翰城市大學 | 2015年12月5日  |                                 |
| 聖嘉德 St Chads                                           |      | 52°29′04″N 1°54′01″W / 52.48450°N 1.90032°W   | 取代了雪山總站，乘客可步行至 伯明翰雪山站轉乘國家鐵路                     | 2016年6月2日   |                                 |
| 聖保羅 St Paul's                                          |      | 52°29′14″N 1°54′17″W / 52.48716°N 1.90470°W   | 鄰近聖保羅教堂                                                            | 1999年5月31日  | 約800                           |
| 珠寶區 Jewellery Quarter                                  |      | 52°29′24″N 1°54′51″W / 52.48990°N 1.91421°W   | 位於 珠寶區站旁，乘客可轉乘國家鐵路                                       | 1999年5月31日  | 約900                           |
| 蘇豪本森路 Soho Benson Road                               |      | 52°29′49″N 1°55′51″W / 52.49697°N 1.93092°W   |                                                                           | 1999年5月31日  | 約450                           |
| 溫遜綠地外圈 Winson Green Outer Circle                    |      | 52°29′56″N 1°56′21″W / 52.49894°N 1.93927°W   |                                                                           | 1999年5月31日  | 約1,000                         |
| 漢斯禾夫布夫街 Handsworth Booth Street                    |      | 52°30′08″N 1°57′08″W / 52.50210°N 1.95229°W   |                                                                           | 1999年5月31日  | 約700                           |
| 山楂 The Hawthorns                                        |      | 52°30′21″N 1°57′54″W / 52.50582°N 1.96506°W   | 鄰近山楂球場、位於 山楂站旁，乘客可轉乘國家鐵路                           | 1999年5月31日  | 約1,100                         |
| 肯里克公園 Kenrick Park                                   |      | 52°30′31″N 1°58′57″W / 52.50868°N 1.98251°W   |                                                                           | 1999年5月31日  | 約600                           |
| 聖三一路 Trinity Way                                      |      | 52°30′43″N 1°59′18″W / 52.51187°N 1.98823°W   |                                                                           | 1999年5月31日  | 約600                           |
| 西布羅米奇中央 West Bromwich Central                      |      | 52°30′59″N 1°59′41″W / 52.51652°N 1.99466°W   | 鄰近西布羅米奇巴士總站                                                    | 1999年5月31日  | 約4,200                         |
| 小屋路西布羅米奇市政廳 Lodge Road West Bromwich Town Hall |      | 52°31′07″N 2°00′00″W / 52.51865°N 1.99987°W   | 鄰近愛德華街醫院                                                          | 1999年5月31日  | 約439                           |
| 達特茅斯街 Dartmouth Street                               |      | 52°31′14″N 2°00′16″W / 52.52046°N 2.00450°W   |                                                                           | 1999年5月31日  | 約500                           |
| 達德利街根斯村 Dudley Street Guns Village                 |      | 52°31′30″N 2°00′31″W / 52.52512°N 2.00851°W   |                                                                           | 1999年5月31日  | 約600                           |
| 黑湖 Black Lake                                           |      | 52°31′51″N 2°00′40″W / 52.53096°N 2.01114°W   |                                                                           | 1999年5月31日  | 約1,100                         |
| 溫斯伯里大西街 Wednesbury Great Western Street            |      | 52°32′56″N 2°01′32″W / 52.54892°N 2.02563°W   | 位於電車車廠旁邊，站前設有斯雷普尼爾雕像，鄰近溫斯伯里博物館和美術館      | 1999年5月31日  | 約1,500                         |
| 溫斯伯里泊車道 Wednesbury Parkway                         |      | 52°32′59″N 2°01′55″W / 52.54968°N 2.03202°W   |                                                                           | 1999年5月31日  | 約1,600                         |
| 布萊德利里 Bradley Lane                                   |      | 52°33′22″N 2°03′28″W / 52.55603°N 2.05784°W   |                                                                           | 1999年5月31日  | 約700                           |
| 洛斯代爾 Loxdale                                          |      | 52°33′36″N 2°03′57″W / 52.56007°N 2.06589°W   |                                                                           | 1999年5月31日  | 約600                           |
| 比爾斯通中央 Bilston Central                              |      | 52°33′56″N 2°04′29″W / 52.56546°N 2.07470°W   | 位於比爾斯通巴士總站旁，鄰近比爾斯通市政廳                                | 1999年5月31日  | 約3,000                         |
| 彎街 The Crescent                                         |      | 52°34′05″N 2°04′51″W / 52.56795°N 2.08086°W   | 鄰近比爾斯通墳場                                                          | 1999年5月31日  | 約550                           |
| 普里斯特菲爾德 Priestfield                                |      | 52°34′19″N 2°05′53″W / 52.57191°N 2.09798°W   |                                                                           | 1999年5月31日  | 約1,100                         |
| 皇家 The Royal                                            |      | 52°34′52″N 2°07′02″W / 52.58107°N 2.11711°W   |                                                                           | 1999年5月31日  | 約450                           |
| 和夫咸頓聖喬治 Wolverhampton St George's                  |      | 52°35′02″N 2°07′28″W / 52.58401°N 2.12451°W   | 西端總站，相距 和夫咸頓站約400米                                          | 1999年5月31日  | 約6,167                         |
| 派珀斯里 Pipers Row                                       |      | 52°35′06″N 2°07′22″W / 52.58510°N 2.12288°W   | 位於和夫咸頓巴士總站旁                                                    | 2023年9月17日  |                                 |
| 和夫咸頓站 Wolverhampton Station                          |      | 52°35′15″N 2°07′12″W / 52.5875°N 2.1200°W     | 西端總站，位於 和夫咸頓站旁                                               | 2023年9月17日  |                                 |

### 列車班次
週一至週六，白天每六到八分鐘一班。晚間和周日服務每十五分鐘一班。  電車大約需要 45 分鐘才能走完全線。

## 列車車型

### 目前車型
西米德兰轨道交通運營著 21 輛有軌電車，還有更多正在訂購中：
| 車型        | 相片                                               | 類型 | 最高速度   | 最高速度   | 長度（米） | 載客量 | 載客量 | 載客量 | 投入營運的列車數目 | 已訂購的列車數目 | 列車編號 | 營運路線 | 製造年份                                                            | 營運年份  |
| 車型        | 相片                                               | 類型 | 英里每小時 | 公里每小時 | 長度（米） | 坐位   | 企位   | 總數   | 投入營運的列車數目 | 已訂購的列車數目 | 列車編號 | 營運路線 | 製造年份                                                            | 營運年份  |
| ----------- | -------------------------------------------------- | ---- | ---------- | ---------- | ---------- | ------ | ------ | ------ | ------------------ | ---------------- | -------- | -------- | ------------------------------------------------------------------- | --------- |
| CAF Urbos 3 | [[File:West Midlands Metro train 39.jpg\|thumb\|]] | 電車 | 43         | 70         | 33         | 54     | 156    | 210    | 21                 | —                | 17–37    | 1號線    | 2012–2015                                                           | 2014–現今 |
| CAF Urbos 3 | [[File:West Midlands Metro train 39.jpg\|thumb\|]] | 電車 | 43         | 70         | 33         | 54     | 156    | 210    | 9                  | 12               | 38-58    | 1號線    | 編號為38-45的電車已於2021年運抵，並已於2021年底至2022年春季投入服務 | 2021–現今 |
| 總數        |                                                    |      |            |            |            |        |        |        | 21                 | 21               |          |          |                                                                     |           |

在 2021 年 6 月的例行檢查中，發現幾輛新電車出現裂縫，導致所有服務暫時暫停。 2021 年 11 月，因為進一步檢查發現需要進行更重大的永久性維修，電車服務再次暫停四個星期。
電車服務於 2022 年 3 月 20 日再次暫停以更換車身面板，並於 2022 年 6 月 9 日重開。

### 昔日車型

#### T-69
| 車型               | 相片 | 類型 | 最高速度   | 最高速度   | 長度（米） | 載客量 | 載客量 | 載客量 | 數目 | 列車編號 | 營運路線 | 製造年份  | 營運年份  |
| 車型               | 相片 | 類型 | 英里每小時 | 公里每小時 | 長度（米） | 坐位   | 企位   | 總數   | 數目 | 列車編號 | 營運路線 | 製造年份  | 營運年份  |
| ------------------ | ---- | ---- | ---------- | ---------- | ---------- | ------ | ------ | ------ | ---- | -------- | -------- | --------- | --------- |
| 安薩爾多百瑞達T-69 |      | 電車 | 43.5       | 70         | 24.36      | 56     | 100    | 156    | 16   | 01–16    | 1號線    | 1996–1999 | 1999–2015 |

T-69 由安薩爾多百瑞達（現為日立軌道義大利公司）在意大利製造，為西米德兰轨道交通首代電車。2015年全數退役後，共16架電車中大多數都被賣掉了，只有四輛仍留在朗馬斯頓電車測試中心。

## 基礎設施

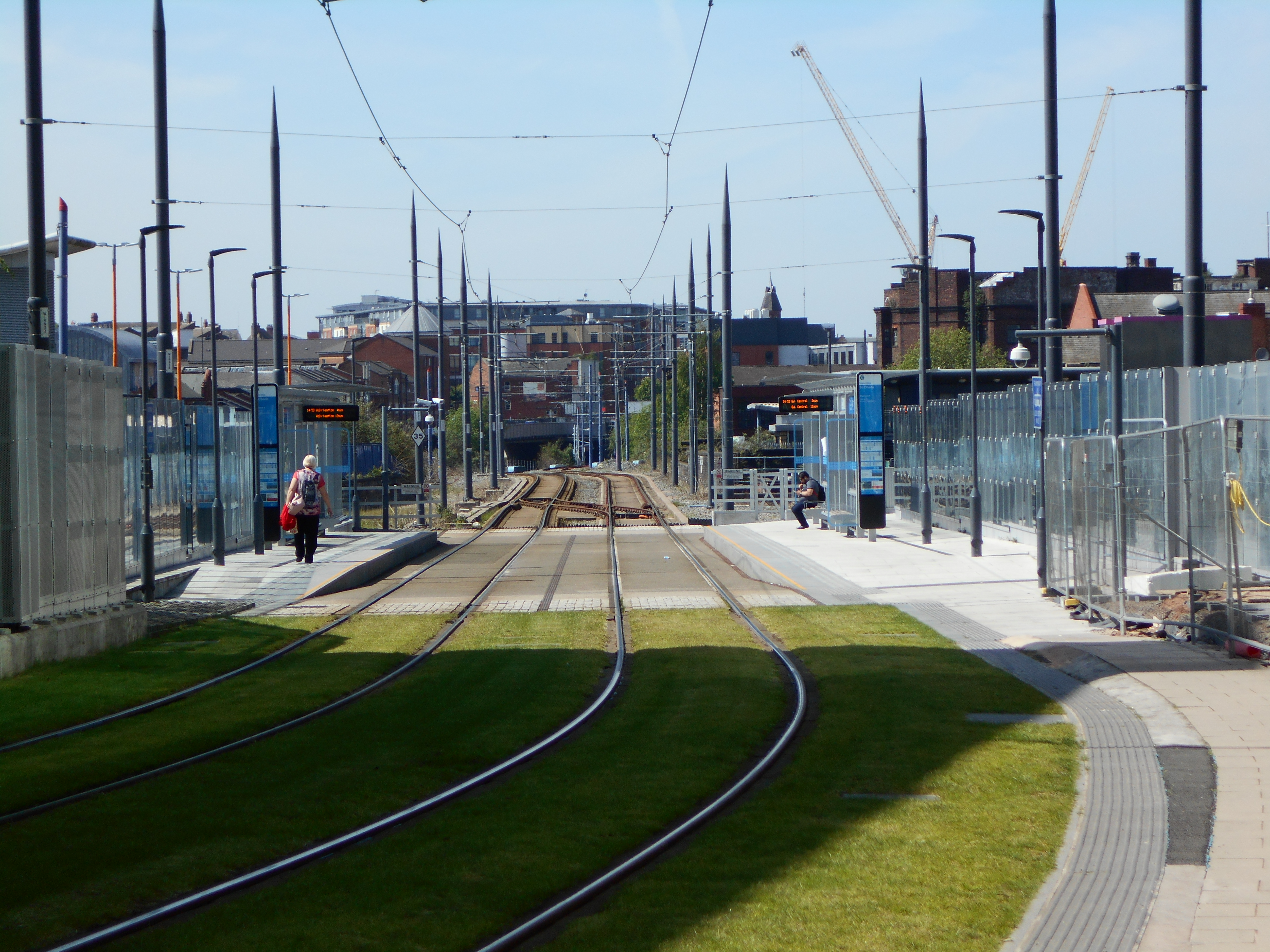
1號線於聖嘉德站附近由擁有獨立路權的路段轉移至與路面交通混行的路段

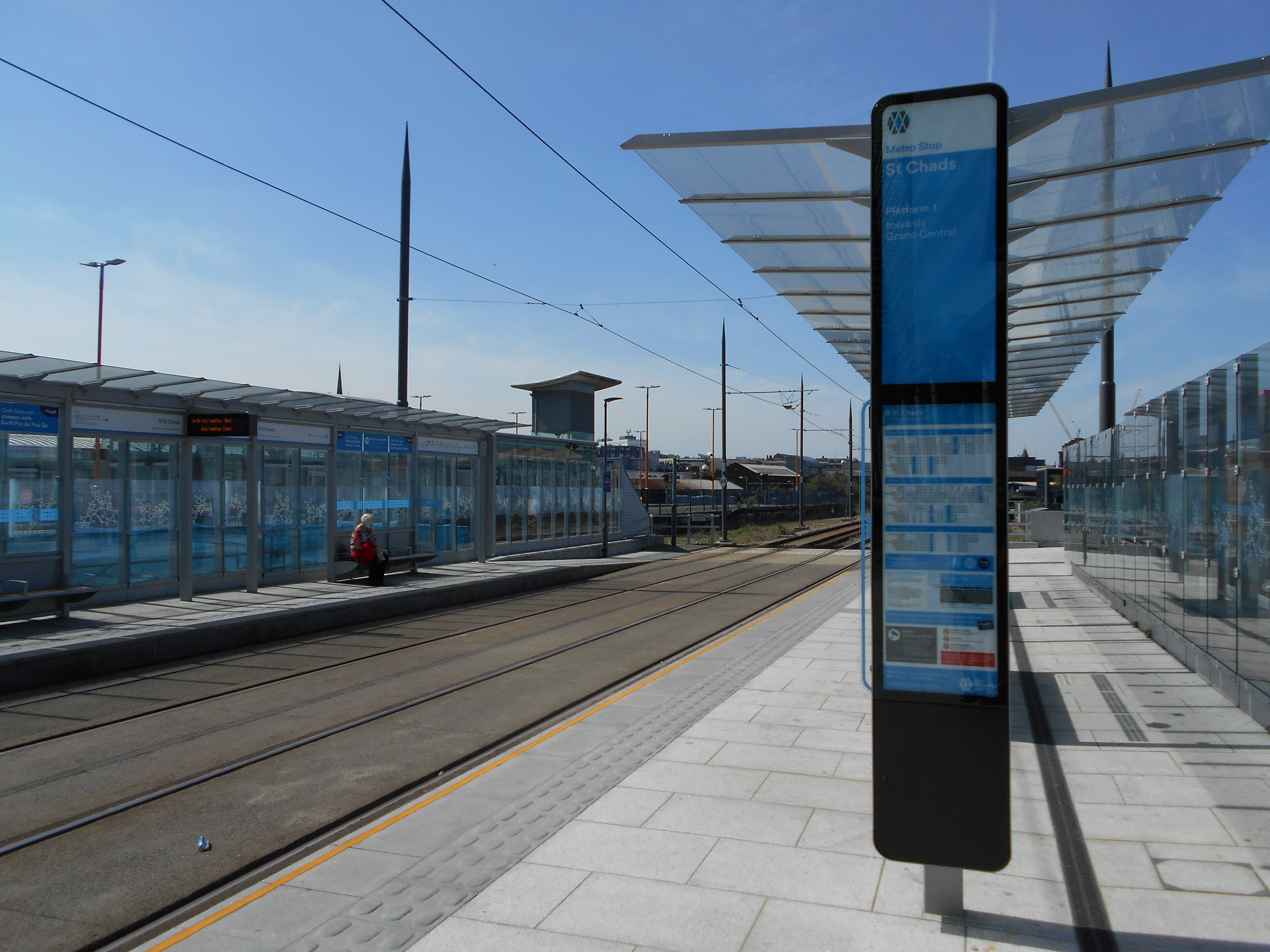
聖嘉德站

### 路軌
1 號線是標準軌距雙線有軌電車。有軌電車是在視線和信號混合的情況下手動駕駛的。沿線的折返交叉路口，包括街道路段，都有轉轍器指示器。
在伯明翰至普里斯特菲爾德的道床路段，信號位於黑湖平交道口、溫斯伯里公園路和控制中心。在街道路段，每組紅綠燈處都有信號，與道路信號相連，以允許電車優先。

### 電車站設計
電車站位於無人值守的平台上，有兩個前部開放的懸臂式候車亭，配備座椅、實時列車服務顯示、閉路電視和與控制中心相連的對講機。

### 供電
該線路使用架空線路以 750 V DC 供電。該系統於 2010/11 年更新，當時需要短期關閉。

### 車廠
控制中心、儲車處和車廠均靠近溫斯伯里大西街電車站，位於曾經被用作鐵路支線的土地上。

## 車票及票務系統
與英國的許多其他電車和火車網絡不同，西米德蘭茲地鐵在電車站不提供售票機或售票處。單程票、往返票和全天票均由電車售票員出售。有效期為 1、4 或 52 週的車票在西米德蘭茲附近的七家「旅遊商店」出售，但只有四家靠近電車沿線。
2013 年 11 月，伯明翰市議會表示計劃引入智能卡系統（類似於倫敦交通局的牡蠣卡）以改善交通，同時採取一系列措施，包括新的地鐵式地圖和電動巴士網絡。 現在智能卡已經推出，並被稱為 Swift 卡。直到 2018 年，單程票、往返票和日票只能使用現金或 Swift 卡購買。現在接受非接觸式支付卡，但不接受大於 10 英鎊的紙幣。使用 Swift 卡可享受小額折扣，通常為 10 便士。
除上述之外，西米德蘭茲地鐵還接受一系列可互換的西米德蘭茲交通 (TfWM) 車票，例如 nbus+Metro 和 nNetwork，可以在公共汽車、火車站以及電車上購買。
現金票價與距離有關。票價原本與巴士收費大致相當，但這導致系統運行嚴重虧損後，票價上漲。 2013 年 1 月，從伯明翰到和夫咸頓的成人單程巴士票價為 2 英鎊，電車票價為 3.60 英鎊。在公交線路暢通無阻的情況下，電車旅程比巴士快得多。到 2016 年，電車票價已上漲至 4 英鎊。
2022年3月，票價系統再次修訂，並由四個區域取代：
- 第1區 - 艾吉巴斯頓村到珠寶區（伯明翰市區）
- 第2區 - 珠寶區至黑湖
- 第3區 - 黑湖到普里斯特菲爾德
- 第4區 - 普里斯特菲爾德到和夫咸頓聖喬治（和夫咸頓市區）/ 和夫咸頓火車站

票價現在按區域收費，在第1區旅行的應付票價略高於第2至4區（這適用於單區、兩區和三區票價）。 珠寶區、黑湖和普里斯特菲爾德站是邊界車站，這意味著它們位於兩個區域。

## 企業事務

### 營運方
西米德兰轨道交通曾由國家快運營運。
2018 年 10 月，國家快運的特許經營權終止，該系統由西米德蘭茲聯合管理局 (WMCA) 的運輸部門西米德蘭茲交通局接管，系統亦更名為西米德兰轨道交通。 西米德蘭茲聯合管理局隨後成立了一個由各種工程和諮詢公司組成的聯盟，即米德蘭地鐵聯盟，以設計和建設未來的網絡擴展。

### 經營概況
乘客收入和乘客數量由英國運輸部公佈。
西米德蘭茲地鐵近年來的經營概況是（年份以每年的4月1日至翌年的 3 月 31 日計算）：
|                            | 2010   | 2011   | 2012   | 2013   | 2014   | 2015   | 2016   | 2017   | 2018   | 2019                | 2020          | 2021                |
| -------------------------- | ------ | ------ | ------ | ------ | ------ | ------ | ------ | ------ | ------ | ------------------- | ------------- | ------------------- |
| 營業額（百萬英鎊）         |        |        |        |        |        |        |        |        |        | 8.3                 | 12.8          | 7.6                 |
| 營業利潤（百萬英鎊）       |        |        |        |        |        |        |        |        |        | −0.002              | 0.013         | 0.037               |
| 財政年度的利潤（百萬英鎊） |        |        |        |        |        |        |        |        |        | -                   | −0.002        | −0.014              |
| 客運收入（百萬英鎊）       | 6.5    | 7.0    | 7.4    | 7.8    | 7.9    | 7.7    | 8.6    | 10.3   | 9.8    | 10.7                | 11.3          | 5.8                 |
| 平均員工人數               |        |        |        |        |        |        |        |        |        | 181                 | 219           | 218                 |
| 乘客人數（百萬）           | 4.7    | 4.8    | 4.9    | 4.8    | 4.7    | 4.4    | 4.8    | 6.2    | 5.7    | 8.3                 | 8.0           | 3.4                 |
| 電車數目 (截至年底)        | 16     | 16     | 16     | 16     | 16     | 16     | 21     | 21     | 21     | 21                  | 21            | 21                  |
| 來源                       | [ 60 ] | [ 60 ] | [ 60 ] | [ 60 ] | [ 60 ] | [ 60 ] | [ 60 ] | [ 60 ] | [ 60 ] | [ g ] [ 60 ] [ 61 ] | [ 60 ] [ 62 ] | [ h ] [ 60 ] [ 63 ] |
| 1. 2. 3. 4. 5. 6. 7. 8.    |        |        |        |        |        |        |        |        |        |                     |               |                     |

### 客量
自該系統於 1999 年 5 月 30 日開始運作以來的詳細乘客行程如下：
| 按財政年度（截至 3 月 31 日）估算的西米德蘭茲地鐵乘客旅程數字 | 按財政年度（截至 3 月 31 日）估算的西米德蘭茲地鐵乘客旅程數字 | 按財政年度（截至 3 月 31 日）估算的西米德蘭茲地鐵乘客旅程數字 | 按財政年度（截至 3 月 31 日）估算的西米德蘭茲地鐵乘客旅程數字 | 按財政年度（截至 3 月 31 日）估算的西米德蘭茲地鐵乘客旅程數字 | 按財政年度（截至 3 月 31 日）估算的西米德蘭茲地鐵乘客旅程數字 | 按財政年度（截至 3 月 31 日）估算的西米德蘭茲地鐵乘客旅程數字 | 按財政年度（截至 3 月 31 日）估算的西米德蘭茲地鐵乘客旅程數字 |
| 年份                                                          | 乘客旅程數字（百萬）                                          |                                                               | 年份                                                          | 乘客旅程數字（百萬）                                          |                                                               | 年份                                                          | 乘客旅程數字（百萬）                                          |
| ------------------------------------------------------------- | ------------------------------------------------------------- | ------------------------------------------------------------- | ------------------------------------------------------------- | ------------------------------------------------------------- | ------------------------------------------------------------- | ------------------------------------------------------------- | ------------------------------------------------------------- |
| 1999–00                                                       | 4.8                                                           |                                                               | 2007–08                                                       | 4.8                                                           |                                                               | 2015–16                                                       | 4.8                                                           |
| 2000–01                                                       | 5.4                                                           | 2008–09                                                       | 4.7                                                           | 2016–17                                                       | 6.2                                                           |                                                               |                                                               |
| 2001–02                                                       | 4.8                                                           | 2009–10                                                       | 4.7                                                           | 2017–18                                                       | 5.7                                                           |                                                               |                                                               |
| 2002–03                                                       | 4.9                                                           | 2010–11                                                       | 4.8                                                           | 2018–19                                                       | 8.3                                                           |                                                               |                                                               |
| 2003–04                                                       | 5.1                                                           | 2011–12                                                       | 4.9                                                           | 2019–20                                                       | 8.0                                                           |                                                               |                                                               |
| 2004–05                                                       | 5.0                                                           | 2012–13                                                       | 4.8                                                           | 2020–21                                                       | 3.4                                                           |                                                               |                                                               |
| 2005–06                                                       | 5.1                                                           | 2013–14                                                       | 4.7                                                           | 2021–22                                                       | 4.7                                                           |                                                               |                                                               |
| 2006–07                                                       | 4.9                                                           | 2014–15                                                       | 4.4                                                           |                                                               |                                                               |                                                               |                                                               |
| 估算自英國運輸部數據                                          |                                                               |                                                               |                                                               |                                                               |                                                               |                                                               |                                                               |

最初線路的使用量平均每年約有 500 萬人次，但數字多年來一直保持不變。  由於最初預計每年有 1.4 至 2 千萬名乘客，因此西米德兰轨道交通被認為表現不佳。
表現不佳的原因有很多，包括：該線路最初只能服務位於伯明翰市中心邊緣的雪山站，未能進入市中心；伯明翰和和夫咸頓之間有更快的火車服務；該線路初時不服務伯明翰新街站或伯明翰的任何主要旅遊景點（珠寶區除外，但當地已有頻繁的市郊火車服務了）。 儘管如此，在高峰時段電車有時會出現擠逼的情況。
2016 年 6 月伯明翰市中心的延伸段開通後，乘客人數急劇增加， 2016/17 年的數字首次超過 600 萬。

### 品牌及塗裝

西米德兰轨道交通標誌

自 2017 年以來，西米德蘭茲地鐵採用了與其他交通方式共享的品牌標識，包括由字母 WM 組成的通用六角形徽標。引入這個通用品牌的目的是為該地區的綜合交通系統創建一個通用標識。每種模式都有不同顏色的標誌：藍色代表電車，紅色代表巴士，橙色代表火車，洋紅色代表公路，紫色代表出租車，綠色代表自行車和步行活動。

## 擴展計劃

### 1號線延伸

#### 和夫咸頓市中心環線
1 號線延伸計劃的北部部分是增加一條通往和夫咸頓火車站的電車線路。新軌道的鋪設已於 2019 年 12 月完成。
它最初於 2009 年被提議作為一條單軌環路，從現有的聖喬治終點站順時針方向運行，途經公主街、利奇菲爾德街和派珀斯里（通往和夫咸頓巴士站），並設支線通往和夫咸頓火車站。該計劃的估計成本為 3000 萬英鎊。  2012 年，和夫咸頓市中心環延線決定分階段落實。 2014 年 3 月，西米德蘭茲運輸局透露當局已成功覓得3.2億英鎊以落實運輸項目，包括將1號線由和夫咸頓聖喬治總站延伸至和夫咸頓火車站。 一項相關的運輸和工程法令於2016年獲批。
興建中的第一階段屬和夫咸頓環路東段，包括一條在現有聖喬治總站前分叉的線路，並向北沿派珀斯街（Piper's Row）延伸至火車站。北行電車將在和夫咸頓火車站和聖喬治總站交替終到。最初預計完工日期為 2015 年，但一連串的延誤使延線目前最終於 2023 年 9 月開放。 和夫咸頓環路的剩餘部分將在稍後完成，但要視資金情況而定。

### 2號線

#### 東區延線
2014 年 2 月，宣布 2 號線東區延伸至寇松街的第一階段資金已經到位， 該延線將服務2號高速鐵路一期北端終點伯明翰寇松街站。
新的 2 號線將在公牛街和企業街的交匯處從 1 號線分叉。
東區擴建工程於 2021 年 6 月開工，包括在下公牛街和企業街新建電車軌道交匯處。工程的第一階段涉及該地區的公用事業升級和改道。 下公牛街的關閉預計將持續到 2022 年春季。  在施工期間，來自和夫咸頓的電車將在上公牛街終到，不提供前往 大中央或其他地區的服務。

#### 溫斯伯里-布萊爾利山延線
溫斯伯里-布萊爾利山延線是一條長 11 公里的線路，將從 1 號線向西南方向延伸，在溫斯伯里大西街站以東分叉。該路線將建在廢棄的南斯塔福德郡線的軌道床上，並經過提普頓東部、達德利港車站和前達德利站。此後，該線將在街道上運行到達德利市中心，然後沿著 A461 南部繞道重新進入鐵路走廊。沿著前牛津、伍斯特及和夫咸頓線的一部分運行後，電車線將大致沿著達德利運河向南伸延，為水岸商業園和梅里山購物中心提供服務，最後於布萊爾利山設總站。
由於英國鐵路網公司曾宣布重開南斯塔福德郡線以供貨運列車使用的計劃，西米德兰轨道交通規劃者在 2011 年提出了在該線上引入電車-火車運營的提議，以允許電車與重型鐵路貨運列車共享軌道。 2012 年，延線估計成本為 2.68 億英鎊，設想班次為每小時 10 班車，列車輪流前往和夫咸頓或伯明翰。
2022 年 7 月，據透露，由於成本不斷上升，延線會分為兩個階段建設。建設中的第一階段將通向達德利，並設有9座車站：
- 大橋 （Great Bridge）
- 荷西里路（Horseley Road）
- 達德利港（ Dudley Port）
- 塞格利路東（Sedgley Road East）
- 伯明翰新路（Birmingham New Road）
- 提普頓路（Tipton Road）
- 達德利巴士總站（Dudley Bus Station）
- 達德利鎮中心（Dudley Town Centre）
- 洪流街（Flood Street）

第二階段（達德利到布萊爾利山）則於進一步的資金到位後才會開始建設。 

## 意外及事件
- 2006 年 6 月 8 日，由於電車司機未能按信號停車，編號為 06 的 T-69 電車在新天鵝巷平交道口與一輛出租車相撞。出租車被推過路口並與一輛靜止的卡車相撞。出租車上的兩名乘客被送往醫院，兩小時後出院；電車乘客和卡車司機均未受傷。調查報告指出，這是1號線當時唯一的平交道口，自1號線於 1999 年投入運營以來，那裡曾發生過七次碰撞，但所有這些都是道路交通使用者失誤造成的。 [85]
- 2006 年 12 月 19 日，09 號和 10 號電車在溫遜綠地相撞，導致一群人在前往當時的伯明翰雪山總站的途中受傷。 [86]
- 2019年8月19日，31號電車在和夫咸頓與一輛汽車相撞後出軌。 [87]
- 2021 年 11 月 13 日，由於部分電車車身出現裂縫，服務暫停。 [46]
- 2022 年 3 月 20 日，由於一些舊電車的車身出現裂縫，服務暫停，直至另行通知。[48]

## 外部連結
- 维基共享资源上的相關多媒體資源：西米德蘭軌道交通
- 官方网站
- Route in openstreetmap.org（页面存档备份，存于）